# Морґі (Іновроцлавський повіт)
Морґі (пол. Morgi) — село в Польщі, у гміні Крушвиця Іновроцлавського повіту Куявсько-Поморського воєводства.
У 1975—1998 роках село належало до Бидгощського воєводства.